# Riccarton (East Ayrshire)
Riccarton ist eine Ortschaft im Nordwesten der schottischen Council Area East Ayrshire beziehungsweise in der traditionellen Grafschaft Ayrshire. Sie grenzt an den Südrand von Kilmarnock an und ist heute faktisch ein Stadtteil Kilmarnocks. Zwischen beiden Ortschaften verläuft der Irvine.

## Geschichte
Vermutlich im Laufe des 15. Jahrhunderts wurde nahe Riccarton ein Tower House errichtet. Um 1820 ließ William Cuninghame, 4. Baronet es zu einem Herrenhaus, dem heutigen Caprington Castle erweitern. Es zählt bis heute zu den Besitztümern des Clans Cunningham. Um 1672 entstand die Keimzelle des nahegelegenen Herrenhauses Treesbank House. Sein Taubenturm ist als Denkmal der höchsten Kategorie A klassifiziert. Riccarton besaß das Marktrecht und der abgehaltene Markt besaß in der Vergangenheit einige Bedeutung.

## Verkehr
Im Laufe des 18. Jahrhunderts wurde eine dreibögige Brücke zur Querung des Irvine errichtet. Sie stellte eine bedeutende Verbindung nach Kilmarnock dar. Später wurde eine zweite Brücke hinzugefügt.
Am Nordwestrand von Riccarton kreuzen sich mit der A71 (Edinburgh–Irvine) und der A77 (Glasgow–Portpatrick) zwei bedeutende Fernverkehrsstraßen. An der Kreuzung endet außerdem die aus Dumfries kommenden A76. Innerhalb weniger Kilometer sind des Weiteren die A719 (Fenwick–Prestwick) und in Kilmarnock die A735 (nach Lugton) sowie die A759 (nach Troon) erreichbar. Zehn Kilometer südwestlich befindet sich mit dem Flughafen Glasgow-Prestwick ein internationaler Verkehrsflughafen.